# Stefan Meixner (Radiomoderator)
Stefan Meixner (* 29. Oktober 1970 in Nürnberg) ist ein deutscher Radiomoderator.

## Karriere
Stefan Meixner begann seine Radiokarriere als Volontär bei Radio N1 in Nürnberg und Radio Luxemburg. Von 1992 bis 1998 war er Moderator, Musik- und Programmchef bei N1. 1998 verließ er N1 und wurde Programmdirektor bei Radio Gong 97,1 in Nürnberg. Er moderierte eine Zeit lang auch den Regionalfernsehsender RTL Franken Live-TV.
Von 2000 bis 2005 war er als Moderator bei Antenne Bayern tätig, wo er zuletzt die Morningshow „Guten Morgen Bayern“ moderierte. Im Januar 2005 wechselte er zu Bayern 3, dort moderierte er nach kurzer Zeit die Radioshow am Nachmittag im Wechsel mit Susanne Rohrer.
Ab 2006 war er wieder Moderator bei Antenne Bayern und moderierte gemeinsam mit Florian Weiss werktags die „Stefan Meixner Show“ sowie später die Sendung „Antenne Bayern bei der Arbeit“. Er tourte auch mit Mike Hager alias „Studiotechniker Nullinger“ mit der Scherzinfarkt-Tour durch Bayern.
Am 10. Oktober 2020 wurde bekannt, dass Meixner zusätzlich eine zweite Karriere als Busfahrer bei der VAG Nürnberg beginnen wird. Im Zuge dessen ist er auch Gastgeber des monatlichen Podcasts der VAG „Busfunk“ bei dem Persönlichkeiten der VAG aber auch der Nürnberger Gesellschaft – wie Oberbürgermeister Marcus König – zu verschiedenen Themen zu Wort kommen.
Am 30. April 2021 moderierte Meixner seine letzte tägliche Sendung auf Antenne Bayern. Nach einer kurzen Auszeit moderiert Meixner seit September 2021 immer samstags zusammen mit Chris Hädrich die „Stefan Meixner Show“ auf Antenne Bayern.
Seit Februar 2025 ist Meixner Co-Host des Podcasts „Giganten von gestern“, in dem er zusammen mit Jonas Löffler auf humorvolle Weise über Leben und Werk verschiedener Musik-Stars der 1970er, 1980er und 1990er-Jahre spricht.